# Prisomera cyllabacum
Prisomera cyllabacum är en insektsart som först beskrevs av John Obadiah Westwood 1859.  Prisomera cyllabacum ingår i släktet Prisomera och familjen Phasmatidae. Inga underarter finns listade i Catalogue of Life.